# Valentine de Giuli
Pour les articles homonymes, voir De Giuli.
Valentine de Giuli, née le 2 octobre 1990 à Genève, est une archère  spécialiste de l'arc classique ou recurve, multiple championne suisse de tir à l'arc.

## Biographie
Valentine de Giuli commence le tir à l'arc à l'âge de neuf ans.  Elle est membre de l'équipe nationale suisse depuis 2009.
Sa sœur  Clémentine de Giuli, archère suisse spécialiste de l'arc à poulies ou compound, est également membre de l'équipe nationale suisse. Sa mère Marie-Thérèse De Giuli est  multiple championne de Suisse de tir à l'arc vétérans sur arc classique.

## Palmarès
- 2010- Indoor World Challenge- Las Vegas
  - 6e place
- 2013- Championnat suisse
  -  Médaille d'argent
- 2014- Championnat suisse
  -  Médaille de bronze
- 2016 - Championnat suisse
  -  Médaille d'argent

Elle représente la Suisse dans plusieurs compétitions internationales notamment aux championnats du monde de tir à l'arc 2015 à Copenhague  en individuel et en équipe,, lors de la coupe du monde de tir à l'arc de 2017 à Berlin et aux Championnats du monde de tir à l'arc 2017 à Mexico. 